# Kettenkamp
Kettenkamp ist eine Gemeinde innerhalb der Samtgemeinde Bersenbrück im Norden des Landkreises Osnabrück in Niedersachsen. Bezogen auf die Fläche ist sie die kleinste Gemeinde im Landkreis Osnabrück. 95 % der Einwohner wohnen direkt im Ortskern.

## Geografie
Kettenkamp liegt im südlichen Artland wenige Kilometer nördlich der Ankumer Höhe. Dort befindet es sich am Rand des nordwestlichen Teils vom Naturpark Nördlicher Teutoburger Wald-Wiehengebirge.

### Nachbargemeinden
Kettenkamp grenzt im Norden an Menslage, im Osten an Nortrup, im Süden an Ankum und im Westen an Eggermühlen.

### Gemeindegliederung
Die Gemeinde besteht aus der Ortschaft Kettenkamp und einigen außerhalb liegenden Bauernhöfen.

### Klima
Gemäßigtes Seeklima beeinflusst durch feuchte Nordwestwinde von der Nordsee. Im langjährigen Mittel erreicht die Lufttemperatur in Kettenkamp 8,5 °C – 9,0 °C und es fallen ca. 700 mm Niederschlag. Zwischen Mai und August kann mit durchschnittlich 20–25 Sommertagen (klimatologische Bezeichnung für Tage, an denen die Maximaltemperatur 25 °C übersteigt) gerechnet werden.

### Verkehr
Im Taktverkehr fahren Busse der Verkehrsgemeinschaft Osnabrück zum Bahnhof Bersenbrück mit Zuganschluss nach Osnabrück und Oldenburg.
Die ehemalige Bahnstrecke Duisburg–Quakenbrück durchquert das nördliche Gemeindegebiet. Auf der Strecke werden heute Draisinenfahrten angeboten.

## Geschichte
Erste Erwähnung findet die als Streusiedlung von Einzelhöfen beidseits des Bachs Egger entstandene Ortschaft im Jahr 1188 als „Kedinchem“. Es handelte sich ursprünglich um einen Adelssitz der Ritter von Kedinchem, die Dienstmannen der Grafen von Ravensburg und ab 1264 der Bischöfe von Osnabrück waren. Der Bischof von Osnabrück gab 1350 Telgkamps Mühle an den Quakenbrücker Burgmann Johann von Arnhorst zu Lehen.
Im Lauf der Jahrhunderte änderten sich Ortsname und Schreibweise mehrfach: Aus Kedinchem Katenchem (1231), Kettinckamp (1426), Ketekampe (1426), Ketenkampe (1512), Keddenkamp (1567), und schließlich seit rund 400 Jahren Kettenkamp.
Kettenkamp gehörte bis 1802 zum Hochstift Osnabrück. Nach der französischen Besetzung bis 1814 unter Napoleon Bonaparte kam Kettenkamp infolge des Wiener Kongress an das Königreich Hannover. Mit der Niederlage des Königreichs Hannover von 1866 wurde Kettenkamp Teil von Preussen. Bis zum 30. Juni 1972 gehörte Kettenkamp dem Landkreis Bersenbrück an.

## Einwohnerentwicklung

Bevölkerungsentwicklung in Kettenkamp seit 1987

Die folgende Übersicht zeigt die Einwohnerzahlen von Kettenkamp im jeweiligen Gebietsstand und jeweils am 31. Dezember.
Bei den Zahlen handelt es sich um Fortschreibungen des Landesbetriebs für Statistik und Kommunikationstechnologie Niedersachsen auf der Basis der Volkszählung vom 25. Mai 1987.
Bei den Angaben aus den Jahren 1961 (6. Juni) und 1970 (27. Mai) handelt es sich jeweils um die Volkszählungsergebnisse.
| Jahr | Einwohner |
| ---- | --------- |
| 1961 | 0970      |
| 1970 | 1126      |
| 1987 | 1232      |
| 1990 | 1277      |

| Jahr | Einwohner |
| ---- | --------- |
| 1995 | 1565      |
| 2000 | 1708      |
| 2005 | 1731      |
| 2010 | 1723      |

| Jahr | Einwohner |
| ---- | --------- |
| 2011 | 1720      |
| 2015 | 1688      |
| 2017 | 1765      |
| 2018 | 1752      |

## Politik

### Gemeinderat
Der Gemeinderat hat gegenwärtig elf Mitglieder. Dies ist die festgelegte Anzahl für eine Mitgliedsgemeinde einer Samtgemeinde mit einer Einwohnerzahl zwischen 1.001 und 2.000 Einwohnern. Die Ratsmitglieder werden durch eine Kommunalwahl für jeweils fünf Jahre gewählt. Die aktuelle Amtszeit begann am 1. November 2021 und endet am 31. Oktober 2026.
Die folgende Tabelle zeigt die Kommunalwahlergebnisse seit 1996.
| 2021–2026 | 68,9 | 7 | 32,1 | 4 | —   | — | 100 | 11 | 68,6  |
| 2016–2021 | 62,5 | 7 | 32,7 | 4 | 4,8 | 0 | 100 | 11 | 69,39 |
| 2011–2016 | 50,9 | 6 | 49,1 | 5 | —   | — | 100 | 11 | 67,7  |
| 2006–2011 | 49,2 | 5 | 49,9 | 6 | 0,9 | 0 | 100 | 11 | 65,2  |
| 2001–2006 | 64,9 | 7 | 33,7 | 4 | 1,4 | 0 | 100 | 11 | 68,4  |
| 1996–2001 | 73,4 | 8 | 25,2 | 3 | 1,4 | 0 | 100 | 11 | 73,5  |
| Prozentanteile gerundet. Quellen: Landesbetrieb für Statistik und Kommunikationstechnologie Niedersachsen, Landkreis Osnabrück. Bei unterschiedlichen Angaben in den genannten Quellen wurden die Daten des Landesbetrieb für Statistik und Kommunikationstechnologie verwendet, da diese eine insgesamt höhere Plausibilität aufweisen. |      |   |      |   |     |   |     |    |       |

### Bürgermeister
- seit 2011 Reinhard Wilke (CDU)[10]
- 2006–2011 Werner Lager (SPD)
- 1991–2006 Hermann Wennemann (CDU)[11][12]
- 19??–1991 Alois Behre

## Kultur und Sehenswürdigkeiten

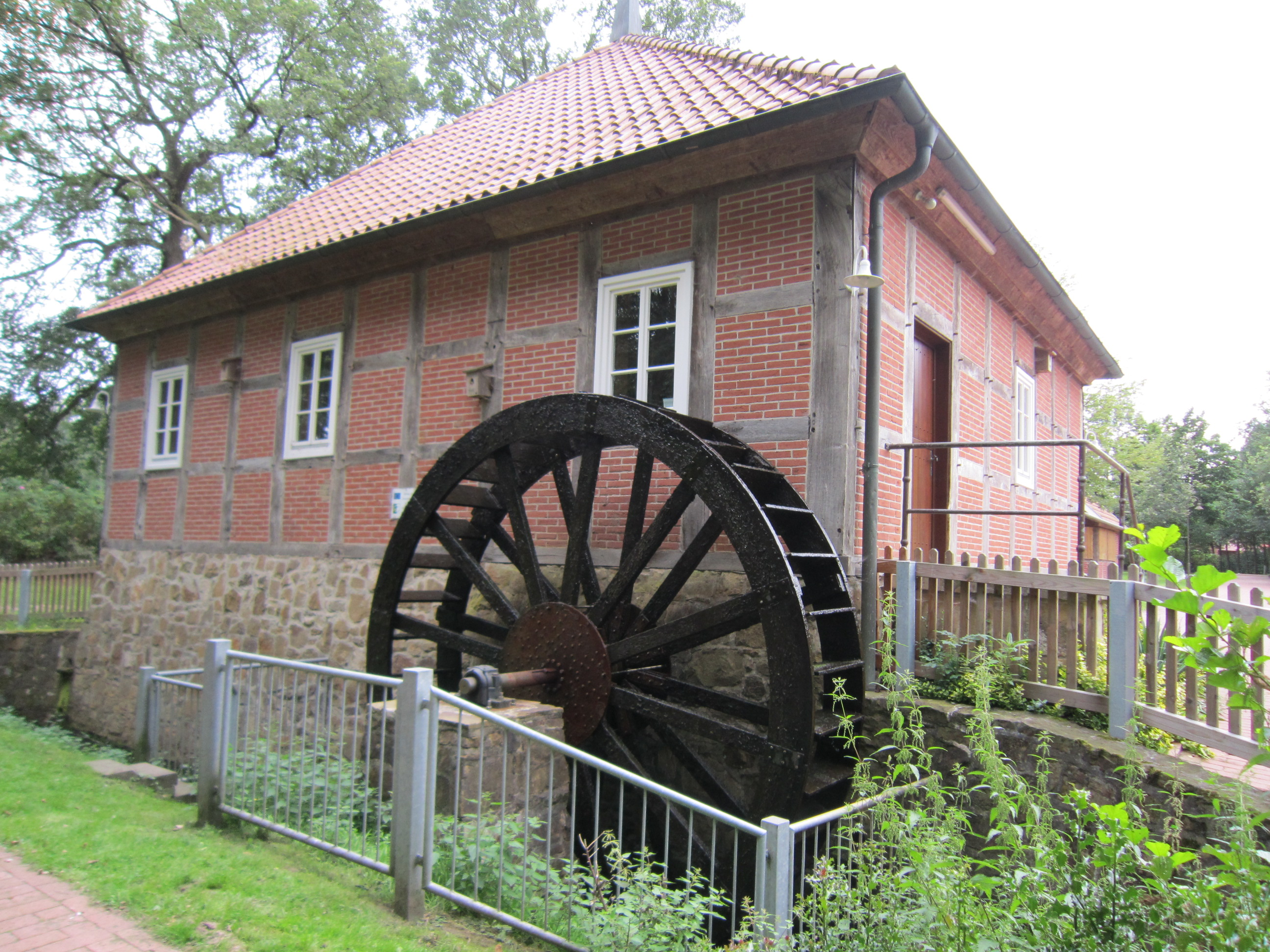
Telgkamps Mühle in Kettenkamp

Am Eggermühlenbach befindet sich die Wassermühle „Telgkamps Mühle“. Ein Vorläuferbau wurde bereits 1350 errichtet. Die jetzige Mühle nahm ihren Betrieb im Jahr 1850 auf. Im Herbst 1924 wurde das oberschlächtige Wasserrad der Mühle durch eine Turbine ersetzt. Diese betrieb nicht nur die beiden Mahlgänge der Mühle, sie lieferte auch die Kraft für die Knetmaschine im angrenzenden Backhaus, in dem Schwarzbrot gebacken wurde. Der Mühlenbetrieb wurde 1960 aufgegeben.
Da der neue Eigentümer der Mühle nicht gewillt war, sie auf seinem Hof zu belassen, wurde die Mühle im Jahr 1986 abgebrochen und an anderer Stelle am Eggermühlenbach wieder aufgebaut. Das Mühlengebäude wurde am 20. September 1988 feierlich eingeweiht und wird nun als Heimathaus genutzt. Das Mühlenrad wurde am 6. Oktober 1989 eingebaut.
Passend zur Wassermühle wurde das Mühlennebengebäude in Fachwerk hochgezogen. Der erste Spatenstich erfolgte im November 1993. Eingeweiht wurde es im April 1995. In dem Gebäude befindet sich altes landwirtschaftliches Kleingerät und die „Kottmannsche Hofmühle“, die durch einen Pferdegöpel angetrieben wird.
Die Wassermühle ist zusammen mit dem gesamten Mühlengelände die wichtigste Sehenswürdigkeit des Ortes, in dem es viele restaurierte Fachwerkhöfe gibt, die zu einem großen Teil nicht mehr für landwirtschaftliche Zwecke genutzt werden.
Die Sehenswürdigkeiten Kettenkamps sind über die Ferienstraße Artland-Route erreichbar.

## Sport
- SV Kettenkamp
- TV Kettenkamp
- Reitverein Kettenkamp